# کیرولاپانا
کیرولاپانا (به لاتین: Kirulapana) یک منطقهٔ مسکونی در سری‌لانکا است که در ناحیه کلمبو واقع شده‌است.